# Барнард 203
Барнард 203 (англ. Barnard 203, Lynds 1448) — тёмная туманность, расположенная на небе Земли примерно в 1 градусе к юго-западу от NGC 1333 в молекулярном облаке Персея на расстоянии около 800 световых лет от Солнца. В данной области были обнаружены три источника инфракрасного излучения при наблюдениях на телескопе IRAS, источники получили обозначения IRS 1, IRS 2 и IRS 3.
Область также содержит несколько объектов Хербига — Аро, включая HH 193–197, активность которых обеспечивается молодыми звёздами области

## Молодое звёздное население
Источник IRS 1 представляет собой молодой звёздный объект класса I и является двойной системой. IRS 1 находится на более поздней стадии эволюции, чем большинство протозвёзд в данной области, а также менее подробно изучен.
Источник IRS 2 представляет собой двойную систему и является очень молодым объектом (молодой звёздный объект класса 0), окружённым вращающимся диском. Присутствуют признаки наличия биполярного истечения. Система обладает магнитным полем в форме песочных часов, оно вытянуто вдоль биполярного истечения. К востоку лежит источник IRS 2E, находящийся на стадии между дозвёздным ядром и протозвездой.
Источник IRS 3B исследован подробнее всего. Наблюдения на телескопах ALMA показали, что это тройная протозвёздная система, в которой одна звезда формируется при фрагментации диска. Две внешние звезды отделены от центральной расстояниями 61 и 183 а. e. Все три компонента окружены околозвёздным диском, в котором наблюдаются спиральные рукава. IRS 3B относится к молодым звёздным объектам класса 0, его возраст не превосходит 150 тысяч лет. Два протозвёздных объекта в центральной области обладают массой около 1 M⊙, наиболее далёкая от центра протозвезда имеет массу около 0,085 M⊙. По оценкам, масса окружающего диска составляет около 0.30 M⊙. Источники IRS 3A, B и C проявляют признаки наличия выбросов молекулярного газа. IRS 3 также носит название L1448N.
Другим хорошо изученным объектом является L1448-mm или L1448C. Это молодой звёздный объект класса 0, обладающий в высокой степени коллимированным потоком, обнаруженным в линиях монооксида углерода, монооксида кремния и воды.